# The Sweet (musikalbum)
The Sweet är ett musikalbum med den brittiska gruppen The Sweet, släppt 1973 på Bell Records. Det var gruppens första album för den amerikanska marknaden och gavs endast ut i USA. Det samlade gruppens tidigare hitlåtar från den brittiska singellistan och några b-sidor.

## Låtlista
1. "Little Willy" - 3:13
2. "New York Connection" - 3:36
3. "Wig-Wam Bam" - 2:53
4. "Done Me Wrong All Right" - 2:55
5. "Hell Raiser" - 3:19
6. "Blockbuster" - 3:12
7. "Need a Lot of Lovin'" - 3:01
8. "Man from Mecca" - 2:47
9. "Spotlight" - 2:45
10. "You're Not Wrong for Loving Me" - 2:47